# Atrichopogon niloticus
Atrichopogon niloticus är en tvåvingeart som beskrevs av Jean-Jacques Kieffer 1921. Atrichopogon niloticus ingår i släktet Atrichopogon och familjen svidknott.
Artens utbredningsområde är Sudan. Inga underarter finns listade i Catalogue of Life.